# Блок, Исаак ван ден
Исаак ван ден Блок (нем. Izaak van den Blocke; 1575, Кёнигсберг — 1626, Данциг) — художник эпохи ренессанса вольного города Данцига, один из создателей золотого века гданьского искусства, представитель маньеризма.

## Биография
Исаак ван ден Блок родился в 1575 году в городе Кёнигсберге семье скульптора и архитектора фламандского происхождения Виллема ван ден Блока, поселившегося в Данциге.
Первые уроки живописи получил у отца. Младший брат Абрахама ван ден Блока (1572-1628), архитектора и скульптора.
Последователь нидерландского живописца и архитектора Ганса Вредемана де Вриса, работавшего некоторое время в Данциге.
Писал картины на религиозные, мифологические и аллегорические сюжеты. В конце XVI—начале XVII в. принимал участие в украшении Ратуши Старого города (ныне Главное здание Исторического музея города Гданьска).
В 1611—1614 годах создал для главного алтаря костёла Святой Катажины картины «Воскресение», «Вознесение», «Схождение св. Духа», «Всемирное тщеславие» и «Смерть», которые сохранились до XX века, однако в 1945 году во время Второй мировой войны алтарь сгорел.
Исаак ван ден Блок умер в 1626 году в городе Данциге.
Главнейшие работы Исаака ван ден Блока в настоящее время украшают Красный зал ратуши.

## Галерея

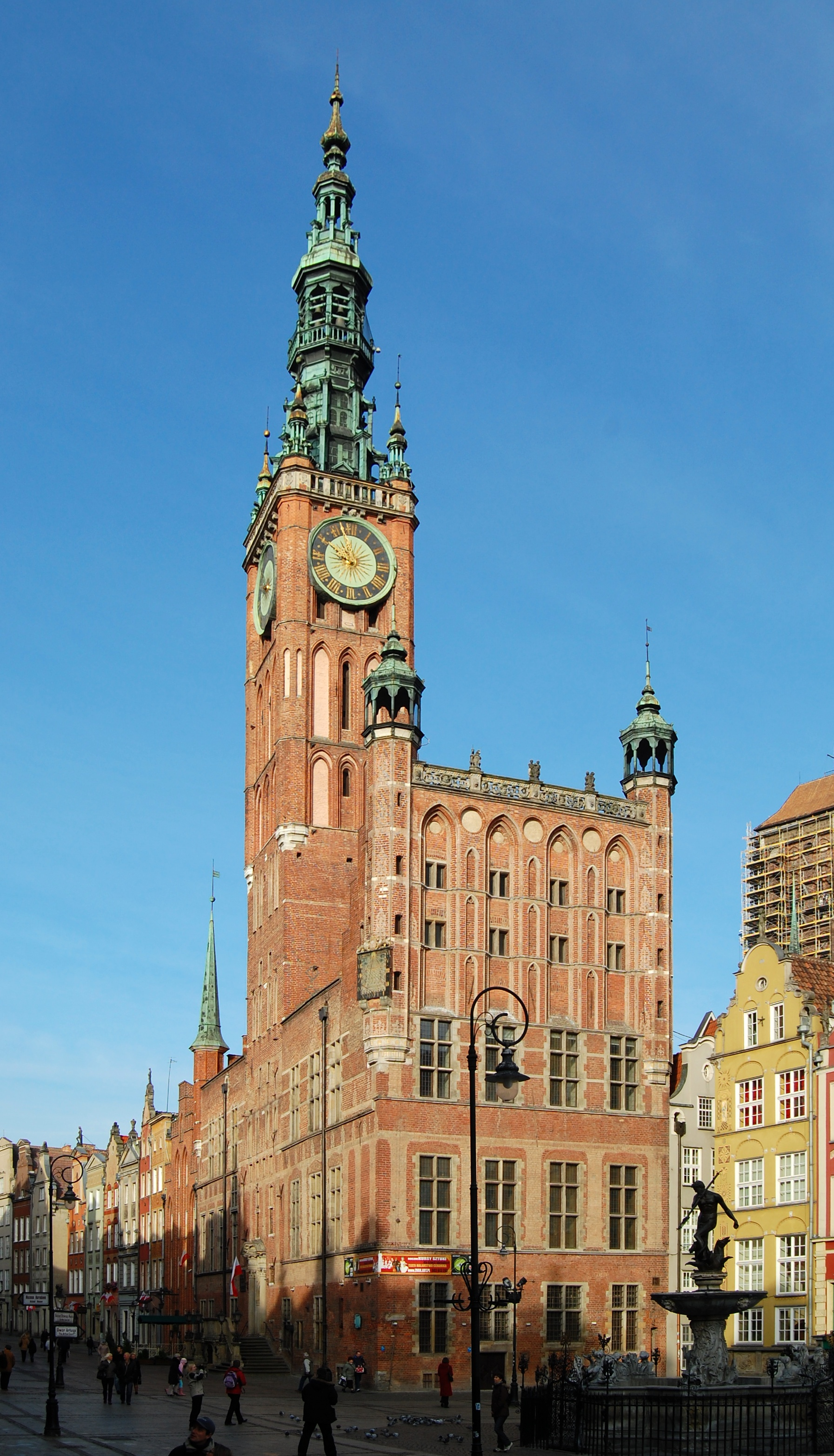
Старая ратуша (Гданьск)
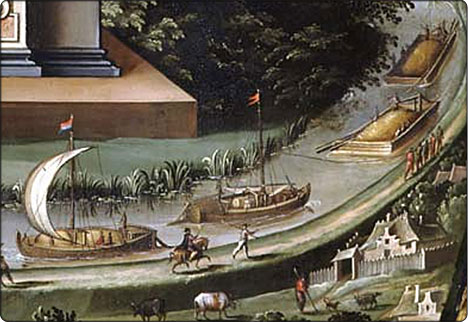
Галеры и баржи с товарами и зерном на Висле
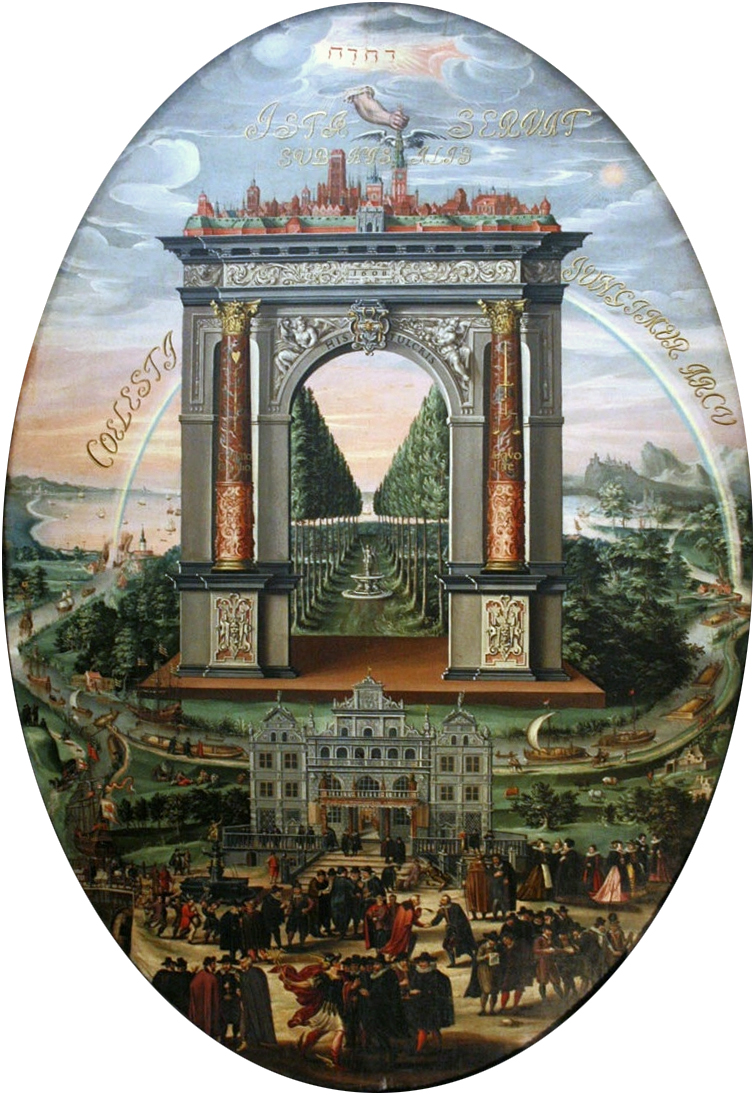
Аллегория торговли Данцига
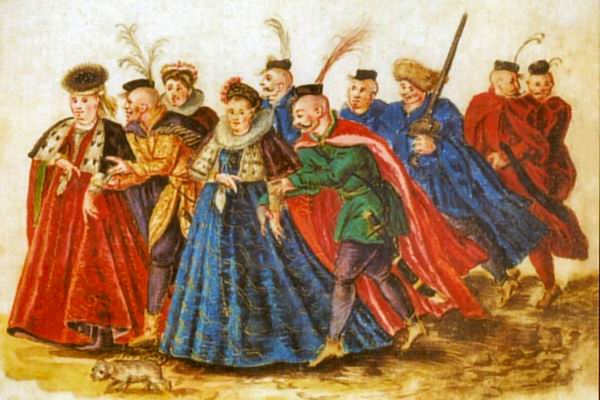
Бюргерши и знать Данцига
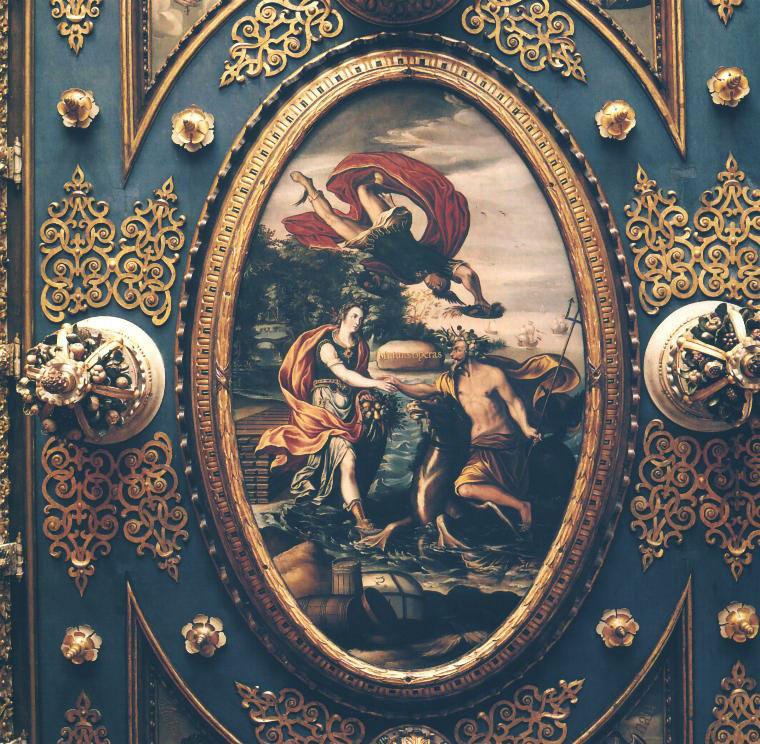
Обручение Нептуна и Цереры